# Liste der Naturdenkmäler im Bezirk Imst
Die Liste der Naturdenkmäler im Bezirk Imst listet alle als Naturdenkmal ausgewiesenen Objekte im Bezirk Imst im Bundesland Tirol auf. Unter den 13 Naturdenkmälern befinden sich insbesondere Einzelbäume aber auch ein Eichenwald, ein Zirbenwald, ein See und eine alte Römerstraße. Die erste Unterschutzstellung der noch gelisteten Naturdenkmäler erfolgte im Jahr 1928, die letzte im Jahr 2007. Eine gehäufte Anzahl an Naturdenkmälern findet sich in der Bezirkshauptstadt Imst, wo sich allein sechs der 13 Naturdenkmäler befinden.

## Naturdenkmäler
| Foto |                 | Name                                                                    | ID      | Standort                                                                          | Beschreibung | Fläche | Datum |
| ---- | --------------- | ----------------------------------------------------------------------- | ------- | --------------------------------------------------------------------------------- | --- | ------ | ----- |
| 1    | Datei hochladen | Zwei Fichten bei der Unterstädter Melkalpe „Waldkönig und Waldkönigin“  | ND_2_18 | Imst, Untermarkter Alm 103 KG: Imst Standort                                      | Die beiden Fichten befinden sich etwa 200 m nördlich der Untermarkter Alm, beim Malchbach-Schlepplift, am Rand des Waldstücks westlich der Lifttrasse zwischen der 2. und 3. Stütze. |        | 1944  |
| 1    | Datei hochladen | Alte Römerstraße an der Bundesstraße westlich von Imst in Richtung Mils | ND_2_07 | Imst KG: Imst GrStNr: 4157/415 Standort                                           | Zwar ein kulturhistorisches Monument ist die alte Trasse der Römerstraße (Teil der Via Claudia Augusta) trotzdem als Naturdenkmal geschützt. Die noch vorhandenen Reste der Straße sind mit Birken und Gehölz bewachsen. Es wurde ein ca. fünfzig Meter langer, gut erhaltener Abschnitt der Straße freigelegt. |        | 1963  |
| 1    | Datei hochladen | Lindenbaum bei der Kirche „Maria Schnee“ in Imst-Gunglgrün              | ND_2_13 | Imst, Gunglgrün 70, gegenüber KG: Imst GrStNr: 2978 Standort                      | Die Sommerlinde steht an der rechten Seite der Freitreppe zur Kirche. |        | 1930  |
| 1    | Datei hochladen | Kaiserbaum oder Blauglockenbaum                                         | ND_2_08 | Imst, Eduard-Wallnöfer-Platz 4, bei KG: Imst GrStNr: 24 Standort                  | Der Blauglockenbaum (Paulownia tomentosa) steht im Vorgarten der alten Haushaltungsschule neben dem Luise-Wallnöfer-Haus in Imst. Der rund zehn Meter hohe Laubbaum besitzt eine breite und hochgewölbte, aber ziemlich lichte Krone, die von drei starken Ästen gebildet wird. |        | 1963  |
| 1    | Datei hochladen | Wellingtontanne (Mammutbaum) beim „Hotel Sonne“                         | ND_2_15 | Imst, Johannesplatz 10, gegenüber KG: Imst GrStNr: 258 Standort                   | Der Mammutbaum (Sequoiadendron giganteum) ist rund 25 m hoch und hat an der Stammbasis einen Umfang von rund 4 m. |        | 1944  |
| 1    | Datei hochladen | Eiche am Eichenweg                                                      | ND_2_17 | Imst KG: Imst Standort                                                            | Die Stieleiche steht neben dem Malchbach am Eichenweg zwischen Neubauten. Sie besitzt eine rund 25 m hohe Krone. |        | 1944  |
| 1    | Datei hochladen | Edelkastanie nordwestlich von Karrösten                                 | ND_2_11 | Karrösten KG: Karrösten GrStNr: 519 Standort                                      | Die Edelkastanie befindet sich nahe dem Wanderweg Nr. 5 zwischen Karrösten und Imst. Er weist eine vergleichsweise geringe Höhe von rund zehn Metern auf. |        | 1964  |
| 1    | Datei hochladen | Ulme in Untermieming                                                    | ND_2_04 | Mieming KG: Mieming GrStNr: 10934 Standort                                        | Die Feldulme steht gegenüber der Pfarrkirche und dem Widum von Untermieming. Um den Baum wurde ein kleiner Park mit Brunnen sowie eigenen Bänken angelegt. |        | 1931  |
| 1    | Datei hochladen | Kaiserjubiläumslinde beim Nassereither See                              | ND_2_19 | Nassereith, Schulgasse 63 KG: Nassereith GrStNr: 348 Standort                     | Die Linde wurde 1908 anlässlich des 60-jährigen Regierungsjubiläums Kaiser Franz Josephs I. zusammen mit zwei Wilden Kastanien und zwei Akazien beim Nassereither See gepflanzt. |        | 2007  |
| 1    | Datei hochladen | Piburgersee bei Piburg oberhalb von Oetz                                | ND_2_02 | Oetz, Piburger See 1 KG: Ötz GrStNr: 470/1; 470/7 Standort                        | Der Piburger See befindet sich auf 913 m Seehöhe und ist das Herzstück des Landschaftsschutzgebietes Achstürze-Piburger See. Der See umfasst 13,4 Hektar und ist maximal 24,6 Meter tief. Am Nordrand des Sees liegt ein Verlandungsmoor mit Vorkommen von Fieberklee (Menyanthes trifoliata) und Rosmarinheide (Andromeda polifolia), in der Bucht wachsen zudem Seerosen. |        | 1928  |
| 1    | Datei hochladen | Zirbenwald in Obergurgl                                                 | ND_2_09 | Sölden Standort                                                                   | Der Obergurgler Zirbenwald umfasst rund 20 Hektar und befindet sich auf einer Geländekuppe zwischen der Gurgler Ache und dem Rotmoostal südlich von Obergurgl. Der Baumbestand wurde im 19. Jahrhundert durch einen Brand stark aufgelichtet bzw. verjüngt und erstreckt sich bis auf 2180 m Seehöhe. Neben Zirben verschiedener Altersklassen finden sich im Wald auch Zwergsträucher wie die Rostbraune Alpenrose (Rhododendron ferrugineum) sowie in einer Mulde ein kleines Moor.                                              |        | 1963  |
| 1    | Datei hochladen | Stamser Eichenwald                                                      | ND_2_12 | Stams KG: Stams Standort                                                          | Der Eichenwald, ein Edellaub-Mischwald mit reichem Vorkommen an Linden und Ulmen, wurde bereits 1929 unter Schutz gestellt und ist eines der ältesten noch bestehenden Naturdenkmäler in Tirol. Er wurde 2006 durch einen neuerlichen Bescheid unter Schutz gestellt. Beim Stamser Eichenwald handelt es sich um einen letzten Rest der ehemals ausgedehnten Laubmischwälder in den Innauen und deren Seitentälern. Der zum Besitz des Zisterzienserstiftes Stams gehörende Wald verdankt das Überleben seiner Schutzwaldfunktion. |        | 1929  |
| 0 BW | Datei hochladen | Zirbenbaum in Tieflehn                                                  | ND_2_10 | St. Leonhard im Pitztal, Tieflehn 58, gegenüber KG: Pitztal GrStNr: 5640 Standort | Die geschützte Zirbe befindet sich im Ortsteil Tieflehn der Gemeinde St. Leohnhard im Pitztal. |        | 1963  |

## Ehemalige Naturdenkmäler
| Foto |                 | Name                        | ID       | Standort               | Beschreibung                                                               | Fläche | Datum |
| ---- | --------------- | --------------------------- | -------- | ---------------------- | -------------------------------------------------------------------------- | ------ | ----- |
| 0 BW | Datei hochladen | Zirbe bei der Hämerwaldalpe | NDW_2_14 | Silz KG: Silz Standort | Der Schutz der Zirbe wurde mit Bescheid vom 17. September 2002 widerrufen. |        |       |

| Foto:                    | Fotografie des Naturdenkmals. Klicken des Fotos erzeugt eine vergrößerte Ansicht. Daneben finden sich zwei Symbole: \| Weitere Bilder vorhanden \| Das Symbol bedeutet, dass weitere Fotos des Objekts verfügbar sind. Durch Klicken des Symbols werden sie angezeigt. \| \| Eigenes Foto hochladen \| Durch Klicken des Symbols können weitere Fotos des Objekts in das Medienarchiv Wikimedia Commons hochgeladen werden. \| |
| Name:                    | Bezeichnung des Naturdenkmals laut offiziellen Quellen |
| ID                       | Identifikator |
| Standort:                | Es ist die Gemeinde und falls vorhanden die Adresse angegeben. Darunter sind die Katastralgemeinde (KG) und die Grundstücksnummer angeführt. Durch Aufruf des Links Standort wird die Lage des Denkmals in verschiedenen Kartenprojekten angezeigt. |
| Beschreibung             | Kurze Beschreibung des Naturdenkmals |
| Fläche                   | Fläche des Naturdenkmals in Hektar (ha) |
| Datum                    | Datum oder Jahr der Unterschutzstellung |
| Weitere Bilder vorhanden | Das Symbol bedeutet, dass weitere Fotos des Objekts verfügbar sind. Durch Klicken des Symbols werden sie angezeigt. |
| Eigenes Foto hochladen   | Durch Klicken des Symbols können weitere Fotos des Objekts in das Medienarchiv Wikimedia Commons hochgeladen werden. |